# Elizabethtown (Kentucky)
Elizabethtown  è una città degli Stati Uniti d'America, capoluogo di contea della Contea di Hardin, nello Stato del Kentucky.
Al censimento del 2020 possedeva una popolazione di 31 394 abitanti.
La cittadina fa da sfondo, e da anche il titolo, Elizabethown appunto, a una commedia sentimentale girata nel 2005 da Cameron Crowe, con protagonisti Kirsten Dunst, Susan Sarandon ed Orlando Bloom.